# 1861
1861 (MDCCCLXI) var ett normalår som började en tisdag i den gregorianska kalendern och ett normalår som började en söndag i den julianska kalendern.

## Händelser

### Januari
- 9 januari – Mississippi lämnar den amerikanska unionen.[1]

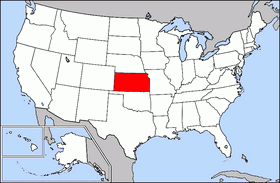
Kansas.

- 10 januari – Florida lämnar den amerikanska unionen.[2]
- 29 januari – Kansas blir den 34:e delstaten att ingå i den amerikanska unionen.[3]

### Februari
- 8 februari – South Carolina uppgår i Amerikas konfedererade stater.
- 19 februari – Livegenskapen upphävs i Ryssland genom Emancipationsreformen 1861.[4]
- 21 februari – Mariehamn i Finland får stadsprivilegier.[5]

### Mars
- 4 mars
  - Abraham Lincoln blir USA:s president.
  - Hannibal Hamlin blir USA:s nye vicepresident.
  - Texas utträder ur den amerikanska unionen.[6]
- 8 mars – Den svenska riksdagen bifaller en motion om att tillåta kvinnliga organister.

Italien.

- 17 mars – Italien utropar sig till stat och Viktor Emanuel II blir dess förste kung.[7]

### April
- 12 april – Det amerikanska inbördeskriget inleds.[8]

### Maj
- 20 maj – Arkansas uppgår i Amerikas konfedererade stater.[9]
- 31 maj – Bahrain ställs under brittiskt beskydd.[10]

### Juli
- 1 juli – Stockholms vattenledningsverk öppnas för allmänheten och stadens första vattenledning med reservoar tas i bruk, sedan den invigts av kungaparet.
- 21 juli – I första slaget vid Bull Run besegrar en sydstatsarmé på 32 000 man en nordstatsarmé på 35 000 man.

### Augusti
- Augusti – Änkekejsarinnorna Cixi och Ci'an samt Prins Gong tar makten från Tongzhi-kejsarens förmyndarråd i en statskupp (Xinyou-kuppen). Detta blir början på Cixis välde över Kina som varar fram till hennes död 1908.

### Oktober
- 1 oktober - Högre lärarinneseminariet inrättas i Stockholm. Det kommer att få stor betydelse för kvinnokampen för jämställdhet på arbetsmarknaden och i den akademiska världen.

### November
- 29 november – Sveriges första moderna mentalsjukhus, Konradsberg på Kungsholmen i Stockholm, öppnas.[11]

### December
- 14 december – Den svenska tidningen Norrbottens-Kuriren grundas.[12]
- 20 december – Göteborgs museum invigs i det Ostindiska Huset, på Norra Hamngatan. Invigningstalare är landshövding O.I. Fåhraeus.

### Okänt datum
- Högbo Stål & Jernwerk och Sandvikens masugn- och bessemerverk grundas med Göran Fredrik Göransson som disponent.
- Ersta diakonisällskap startar Sveriges första medicinska utbildning för sjuksköterskor.
- En svensk förordning utfärdas om brevbäring i städerna.
- De 1662 och 1682 införda svenska duellplakaten avskaffas och ersätts av en ny, modernare duellag.
- En gardist vid namn Göthe mördar ett parfymeribiträde på Hornsgatan, och halshuggs på Skanstull, vilket har gått till historien som "Götheska mordet". 5 000 människor närvarar vid avrättningen.
- Dödsstraffet för barnamord avskaffas i Sverige.

## Födda

### Första kvartalet

#### Januari
- 26 januari
  - Louis Anquetin, fransk målare.
  - Frank Orren Lowden, amerikansk republikansk politiker, guvernör i Illinois 1917–1921.
- 29 januari – William M. Butler, amerikansk republikansk politiker.

#### Februari
- 2 februari – Solomon Robert Guggenheim, amerikansk konstsamlare och filantrop.
- 8 februari – Per Forssman, svensk ingenjör, disponent och riksdagsman (högern).
- 15 februari
  - Billy Adams, amerikansk demokratisk politiker, guvernör i Colorado 1927–1933.
  - Alfred North Whitehead, brittisk filosof och matematiker.
- 17 februari – Helene av Waldeck och Pyrmont.
- 25 februari – Rudolf Steiner, tysk filosof, grundare av antroposofin och Waldorfpedagogiken.
- 27 februari – Prins Carl, prins, av Sverige och Norge.

#### Mars
- 15 mars – Joseph M. Devine, amerikansk republikansk politiker, guvernör i North Dakota 1898–1899.
- 17 mars – Charles Laval, fransk konstnär, målare.
- 25 mars – Emanuel L. Philipp, amerikansk republikansk politiker, guvernör i Wisconsin 1915–1921.
- 28 mars – Alfred B. Kittredge, amerikansk republikansk politiker, senator 1901–1909.

### Andra kvartalet

#### April
- 16 april – Albin Lavén, svensk skådespelare.
- 20 april – James D. Phelan, amerikansk demokratisk politiker och bankman, senator 1915–1921.
- 23 april – Edmund Henry Hynman Allenby, brittisk general.
- 26 april – Amos W. Barber, amerikansk republikansk politiker och kirurg.
- 27 april – William Lorimer, engelsk-amerikansk politiker.

#### Maj
- 6 maj – Rabindranath Tagore, indisk författare, nobelpristagare.
- 16 maj – H.H. Holmes, amerikansk seriemördare.
- 21 maj – Abel Ayerza, argentinsk läkare.

#### Juni
- 1 juni – Victor Horta, belgisk arkitekt och formgivare.
- 2 juni
  - Concordia Selander, svensk skådespelare.
  - Helen Taft, amerikansk presidentfru, gift med USA:s 27:e president, William Howard Taft.
- 6 juni – Joseph M. Terrell, amerikansk demokratisk politiker, guvernör i Georgia 1902–1907, senator 1910–1911. (död 1912)
- 7 juni – Malcolm R. Patterson, amerikansk demokratisk politiker och jurist. (död 1935)
- 19 juni – Douglas Haig, brittisk militär. (död 1928)
- 26 juni – Karl Herxheimer, tysk dermatolog.

### Tredje kvartalet

#### Juli
- 4 juli – Lawrence Tyson, amerikansk demokratisk politiker och militär, senator 1925–1929.
- 11 juli – George W. Norris, amerikansk politiker.
- 24 juli – Alexander James Carlyle, brittisk präst och historiker.

#### Augusti
- 3 augusti – Samuel M. Shortridge, amerikansk republikansk politiker, senator 1921–1933. (död 1952)
- 4 augusti – Daniel Howard, liberiansk politiker, president 1912–1920. (död 1935)
- 8 augusti – William Bateson, brittisk genetiker. (död 1926)
- 26 augusti – Bruno Tacke, tysk lantbrukskemist. (död 1942)

#### September
- 3 september – James Hartness, amerikansk republikansk politiker och uppfinnare, guvernör i Vermont 1921–1923. (död 1934)
- 15 september – Mokshagundam Visvesvarayya, indisk ingenjör.

### Fjärde kvartalet

#### Oktober
- 8 oktober – Theodore Roberts, amerikansk skådespelare.
- 10 oktober – Fridtjof Nansen, norsk upptäcktsresande, polarforskare, nobelpristagare.
- 29 oktober – Olof Lind, svensk landsfiskal och riksdagsman (vänstersocialist).
- 30 oktober – Antoine Bourdelle, fransk skulptör.

#### November
- 2 november – Maurice Blondel, fransk katolsk filosof.
- 6 november
  - Thomas Watt Gregory, amerikansk demokratisk politiker, USA:s justitieminister 1914–1919
  - James Naismith, amerikansk upphovsman till basketboll.
- 11 november – Elsa Eschelsson, svensk jurist.

#### December
- 8 december – Aristide Maillol, fransk målare och skulptör.
- 15 december – Pehr Evind Svinhufvud, finländsk politiker, landets riksföreståndare 1918 och president 1931–1937.
- 16 december – Oscar Branch Colquitt, amerikansk demokratisk politiker, publicist och affärsman.
- 17 december – Axel Lundegård, svensk författare.
- 24 december – Rudolf Arborelius, svensk arkitekt.

## Avlidna

### Första kvartalet

#### Januari
- 2 januari – Fredrik Vilhelm IV, 65, kung av Preussen.
- 4 januari – Marie-Thérèse Figueur, 86, fransk militär och memoarskrivare.
- 17 januari
  - Lola Montez, 39, irländsk skådespelare.
  - Malla Silfverstolpe, 78, svensk författare.

#### Februari
- 21 februari – Lars Levi Læstadius, 61, svensk präst, väckelseledare, författare och botanist.

#### Mars
- 8 mars – Heinrich Rudolf Schinz, 83, schweizisk zoolog.
- 10 mars – Taras Sjevtjenko, 47, Ukrainas nationalskald.

### Andra kvartalet

#### April
- 8 april – Elisha Otis, 49, amerikansk uppfinnare.
- 22 april – Anne Elizabeth Baker, 74, brittisk filolog.

#### Maj
- 29 maj – Joachim Lelewel, 75, polsk historiker.

#### Juni
- 3 juni – Stephen A. Douglas, 48, amerikansk demokratisk politiker.
- 9 juni – Carl Axel Löwenhielm, 88, svensk greve, diplomat, militär och politiker.

### Tredje kvartalet

#### Juli
- 15 juli – Adam Jerzy Czartoryski, 91, polsk furste och statsman.

#### Augusti
- 2 augusti – Aaron Clark, 73, amerikansk politiker.
- 12 augusti – Eliphalet Remington, 67, amerikansk vapentillverkare.
- 16 augusti – Ranavalona I, madagaskisk drottning.
- 22 augusti – Xianfeng, 30, den sjunde Qing-kejsaren av Kina avlider i Jehol, där han sökt sin tillflykt efter den brittisk–franska invasionen av Peking.
- 26 augusti – Johan Fredrik Berwald, 73, svensk violinist, dirigent och tonsättare.

#### September
- 7 september – Willie Person Mangum, 69, amerikansk politiker, senator 1831–1836 och 1840–1853.

### Fjärde kvartalet

#### Oktober
- 18 oktober – Fredrik Woldstedt, 48, finländsk astronom.

#### November
- 10 november – Moritz Schreber, 53, tysk reformpedagog.
- 29 november – Carl Johan Fahlcrantz, 86, svensk konstnär.

#### December
- 14 december – Albert av Sachsen-Coburg-Gotha, 42, brittisk prinsgemål sedan 1840 (gift med drottning Viktoria).
- 20 december – Vincenzo Pucitta, 83, italiensk kompositör.

### Fotnoter
1. ↑  World Statesmen (läst 3 april 2011)
2. ↑  World Statesmen (läst 3 april 2011)
3. ↑  World Statesmen (läst 3 april 2011)
4. ↑  Gammalsvenskby (läst 7 april 2011)
5. ↑  Nyan Arkiverad 16 december 2013 hämtat från the Wayback Machine.
6. ↑  World Statesmen (läst 3 april 2011)
7. ↑  World Statesmen (läst 7 april 2011)
8. ↑  Det hände i dag
9. ↑  World Statesmen (läst 3 april 2011)
10. ↑  World Statesmen (läst 7 april 2011)
11. ↑  Nordisk familjebok 1918 - Stockholms hospital för sinnessjuka (läst 7 april 2011)
12. ↑  Norrbottens-Kuriren 14 december 2006 - En 145-årig tidningshistoria (läst 7 april 2011)